# GŠK Čakovec
Građanski športski klub Čakovec bio je hrvatski nogometni klub iz Čakovca.

## Povijest
Osnovan je 1931., a osnivačka skupština održana je 19. listopada 1932.
Nogometna sekcija igrala je neriješeno u svojim dvima kvalifikacijskim utakmicama. Prva je odigrana 30. listopada 1932. protiv SŠK Pustakovca, a druga 26. studenog 1932. protiv ČŠK Čakovca. Klub je bio dio Ljubljanskog nogometnog podsaveza. Čakovečki klubovi napustili su 1932. Zagrebački nogometni podsavez i pritom se pridružili Ljubljanskom nogometnom podsavezu. GŠK je u II. razredu Ljubljanskog nogometnog podsaveza zaigrao u sezoni 1933./34., a ČŠK sezonu ranije. U svojoj debitantskoj sezoni GŠK je završio na 2. mjestu, iza mariborske Svobode. II. razred osvaja 1934./35. i 1936./37. U mariborskoj skupini I. razreda igrao je 1937./38. i 1939./40. te je oba puta završio na 6. mjestu, ujedno i posljednjem. Čakovečki klubovi vratili su se u Zagrebački nogometni podsavez 1940.
GŠK je također imao i diletantsku sekciju koja je djelovala od 1932. Održavala je kazališne predstave.
Drugi svjetski rat se 1941. proširio na područje Jugoslavije, a Čakovec je postao dijelom Mađarske. ČŠK i GŠK spajaju se u Zrinyi. Završetkom Drugog svjetskog rata 1945. Čakovec postaje dijelom Jugoslavije. Bivši članovi GŠK-a pristupaju Slogi i čakovečkom Amaterskom kazalištu.